# نمذجة الأجايل
نمذجة الأجايل  (AM) هو منهجية النمذجة وتوثيق أنظمة البرمجيات على أساس أفضل الممارسات. بل هو مجموعة من القيم والمبادئ التي يمكن تطبيقها على (الآجایل) مشروع تطوير البرمجيات. هذه المنهجية هي أكثر مرونة من التقليدية أساليب النمذجة، مما يجعلها مناسبة بشكل أفضل في بيئة سريعة التغير. بل هو جزء من تطوير البرمجيات آجایل أدوات. 
نمذجة الأجايل هو تكملة أخرللنمذجة تطوير منهجيات مثل سكروم، البرمجة المتطرفة (XP) وعقلانية عملية موحدة (RUP). هو صراحة جزءا من منضبطة الآجایل التسليم (أبي) في إطار. حسب احصائيات 2011, نمذجة الأجايل تمثل 1% من تطوير البرمجيات رشيق.

## الممارسات الأساسية
هناك العديد من الممارسات الأساسية:
1. الوثيقة بشكل مستمر. الوثائق التي قدمت طوال دورة الحياة، بالتوازي مع إنشاء بقية من الحل.
2. الوثيقة في وقت متأخر. الوثائق يتم في وقت متأخر ممكن، تجنب المضاربة الأفكار التي من المرجح أن التغيير في صالح مستقرة المعلومات.
3. للتنفيذ المواصفات. يتم تحديد الاحتياجات في شكل قابل للتنفيذ «العملاء اختبارات» بدلا غير قابل للتنفيذ «ثابت» الوثائق.
4. مصدر واحد للمعلومات. المعلومات (نماذج وثائق البرمجيات)، يتم تخزينها في مكان واحد ومكان واحد فقط، لمنع أسئلة حول ما «الصحيح» نسخة / المعلومات.

### النمذجة
1. المشاركة النشطة من أصحاب المصلحة. أصحاب المصلحة من الحل/البرنامج غرار يجب أن تشارك بنشاط في القيام بذلك. هذا هو امتداد العملاء في الموقع الممارسة من البرمجة المتطرفة.
2. العمارة تصور. ويؤدي الفريق خفيفة الوزن وعالية المستوى النمذجة التي JBGE في بداية مشروع البرنامج وذلك لاستكشاف الهندسة المعمارية الاستراتيجية التي يعتقد فريق العمل.
3. شاملة الأدوات. تفضل أدوات نمذجة مثل ألواح الكتابة والورق، التي هي سهلة للعمل مع (ضمنا).
4. التكرار النمذجة. عندما شرط/بند عمل لم يكن بما فيه الكفاية بالتفصيل عبر نظرة إلى الأمام النمذجة أنهم فريق قد تختار أن تفعل ذلك الاستكشاف خلال التكرار/سباق التخطيط الدورة. الحاجة إلى القيام بذلك هو ينظر إليها عموما على أنها أعراض هذا الفريق لا تفعل ما يكفي نظرة إلى الأمام النمذجة.
5. بالكاد جيدة بما فيه الكفاية (JBGE). كل قطعة أثرية، بما في ذلك النماذج والوثائق يجب أن تكون كافية لهذه المهمة في متناول اليد. JBGE هو السياقية في الطبيعة في حالة نموذج يتم تحديدها من قبل مجموعة من تعقيد مهما كان نموذج يصف ومهارات الجمهور لهذا النموذج.
6. نظرة إلى الأمام النمذجة. فريق الأجايل سوف ننظر إلى أسفل تراكم واحد أو أكثر من التكرار/السباقات المقبلة لضمان أن شرط/بند عمل جاهزة عملت على. كما دعا المتأخرة «الاستمالة» أو «تراكم الصقل» في سكروم.
7. نموذج اقتحام. قصيرة في كثير من الأحيان مرتجلة، نمذجة الأجايل الدورة. نموذج اقتحام وتعقد الدورات لاستكشاف تفاصيل شرط أو جانب من جوانب التصميم الخاص بك.
8. نماذج متعددة. اجايل النماذج يجب أن تعرف كيفية إنشاء مجموعة من أنواع نموذج (مثل المستخدم قصص، قصة الخرائط والبيانات نماذج لغة النمذجة الموحدة (UML) البيانية، وأكثر) وذلك لتطبيق أفضل نموذج عن الوضع في متناول اليد.
9. أولويات الاحتياجات. متطلبات يجب أن تكون عملت في ترتيب الأولويات.
10. متطلبات تصور. ويؤدي الفريق خفيفة الوزن وعالية المستوى النمذجة التي JBGE في بداية مشروع برنامج لاستكشاف أصحاب المصلحة الاحتياجات.

## التاريخ
تطوير رشيقة النمذجة بقيادة سكوت Ambler بدأت في خريف عام 2000. في البداية كان يسمى المتطرفة النمذجة (XM) ولكن بناء على اقتراح من روبرت سيسيل مارتن سميت في ربيع عام 2001. الكتاب نمذجة الأجايل 

## القيود
هناك اعتماد كبير على الاتصالات الشخصية والتعاون مع العملاء. نمذجة الأجايل التخصصات يمكن أن يكون من الصعب تطبيق [بحاجة لمصدر]:
- على فرق كبيرة (مثلا 30 أو أكثر) بدون ما يكفي من الأدوات الدعم
- أين أعضاء الفريق غير قادر على المشاركة والتعاون على النماذج (التي من شأنها أن تجعل تطوير البرمجيات الأجايل في العام صعبة)
- عندما مهارات النمذجة ضعيفة أو غير موجودة.

## وصلات خارجية
- The Agile Modeling Home Page
- Agile Model Driven Development (AMDD)